# Горень-Новы
Горень-Новы — деревня в гмине Барухово Влоцлавского повета Куявско-Поморского воеводства в центральной части севера Польши. До 2007 года деревня имела название Новы-Горень.